# Bernardino Echeverría Ruiz
Bernardino Carlos Guillermo Honorato Echeverría Ruiz, O.F.M., ekvadorski rimskokatoliški duhovnik, škof in kardinal, * 12. november 1912, Citacachi, Ekvador, † 6. april 2000, Quito, Ekvador.

## Življenjepis
4. julija 1937 je prejel duhovniško posvečenje.
23. oktobra 1949 je bil imenovan za škofa Ambata in 4. decembra istega leta je prejel škofovsko posvečenje.
10. aprila 1969 je bil imenovan za nadškofa Guayaquila; upokojil se je 7. decembra 1989.
26. novembra 1994 je bil povzdignjen v kardinala in imenovan za kardinal-duhovnika Ss. Nereo ed Achilleo.